# Infection (Manga)
Infection (jap. インフェクション) ist eine Manga-Serie von Tōru Oikawa, die in Japan von 2015 bis 2022 erschienen ist. Sie wurde ins Deutsche und Chinesische übersetzt und erzählt vom Überleben in einer von einem Zombie-Virus befallenen Welt. Die Geschichte ist in die Genres Horror, Mystery, Drama, Abenteuer und Romantik einzuordnen. 

## Inhalt
Ein Virus verbreitet sich über die ganze Erde und verwandelt Menschen in Untote. Kurz vor Ausbruch des Virus wird der Oberschüler Haruki Amamiya und dessen jüngere Mitschülerin Kirara Isonami von ihren Klassenkameraden in einen Schuppen eingesperrt. Sie wollten ihn mit seiner Flamme Satsuki Samidare verkuppeln, statt der kam jedoch das andere Mädchen in den Schuppen. Doch die beiden werden nicht wie geplant wieder herausgelassen und als sie endlich einen Weg nach draußen finden, ist die Welt um sie herum eine andere. Der Zombie-Virus hat viele ihrer Mitschüler befallen. Diejenigen, die sie in der Schule noch finden, sind voller Maden und fressen ihre toten Mitschüler. Auf der Flucht treffen sie ihre Mitschüler Yuzuru und Chika und können sich gemeinsam in die Turnhalle retten. Von den beiden erfahren Haruki und Satsuki, was geschehen ist, während die eingesperrt waren. Mittlerweile ist die ganze Stadt von den Zombies befallen und wurde abgeriegelt. Gemeinsam müssen sie nun ums Überleben kämpfen.

## Veröffentlichung
Der Manga erschien in einzelnen Kapiteln zunächst ab Dezember 2015 im Shōnen Magazine. Im August 2016 wechselte die Serie ins Magazine Pocket, wo sie im Oktober 2022 abgeschlossen wurde. Die Kapitel erschienen später gesammelt in 30 Bänden. Mehrere dieser Bände gelangten in die japanischen Manga-Charts, zuerst Band 7 mit 46.000 in zwei Wochen verkauften Exemplaren und zuletzt Band 13 mit 22.000 Verkäufen in der ersten Woche nach Veröffentlichung.
Eine deutsche Fassung wurde zwischen November 2017 und Juni 2024 vollständig von Egmont Manga veröffentlicht. Die Übersetzung stammt von Lasse Christian Christiansen. Auf Chinesisch wird der Manga von Tong Li Publishing in Taiwan herausgegeben.